# Víctor Camarasa
Víctor Camarasa Ferrando (Meliana, 28 mei 1994) is een Spaans voetballer die doorgaans als defensieve middenvelder speelt. Hij verruilde Levante in juli 2017 voor Real Betis.

## Clubcarrière
Camarasa sloot zich op zevenjarige leeftijd aan in de jeugdopleiding van Valencia CF. In 2011 trok hij voor één jaar naar CF Cracks. In 2012 ging hij naar Levante. Op 7 december 2013 debuteerde de middenvelder voor het eerste elftal in de Copa del Rey tegen Recreativo Huelva. Twee dagen later zette hij zijn handtekening onder een nieuw, zesjarig contract. Tien dagen later scoorde Camarasa in de terugwedstrijd tegen Huelva zijn eerste treffer voor Levante. Op 4 januari 2014 maakte hij zijn opwachting in de Primera División in de thuiswedstrijd tegen Valencia CF, de club waar hij tien jaar speelde in de jeugd. Op 4 oktober 2014 maakte de Spanjaard zijn eerste treffer in de Primera División, tegen SD Eibar.

## Interlandcarrière
Camarasa debuteerde in 2014 in Spanje –21.